# ロマン (ブルガリア)
座標: 北緯43度9分 東経23度55分 / 北緯43.150度 東経23.917度

ロマン
Романロマン ブルガリア内のロマンの位置

ロマン（ブルガリア語: Ро̀ман / Roman）はブルガリア北西部の町、およびそれを中心とした基礎自治体。ヴラツァ州に属する。町には製鉄所があり、年10万トンを生産する。

## 町村
ロマン基礎自治体（Община Роман）には、その中心であるロマンをはじめ、以下の町村（集落）が存在している。
- Долна Бешовица
- Камено поле
- Караш
- Кунино
- Курново
- Марково равнище
- Радовене

- Роман
- Синьо бърдо
- Средни рът
- Стояновци
- Струпец
- Хубавене